# Lieserl Einstein
Lieserl Einstein (Novi Sad, Voivodina, Serbia, 1902-1903), de nacionalidades austrohúngara y serbia, fue hija del científico Albert Einstein y de la científica Mileva Maric. Fue su primera hija, y nació cuando aún no estaban casados. Su destino cierto se desconoce, o fue adoptada por otra familia debido a las dificultades de la pareja, o más probablemente la bebé murió antes de su primer año a causa de una enfermedad, en concreto escarlatina.

## Biografía
Hija de Albert Einstein y Mileva Marić, nació fuera del matrimonio de los científicos. La llamaron Lieserl y nació en enero de 1902 en Novi Sad. El parto fue difícil y Einstein estaba ausente. Al comienzo, el padre de Maric le prohibió rotundamente casarse con Albert. En cuanto a la familia Einstein, tampoco existía avenencia para la boda. Se dice que la madre de Einstein decía de Mileva "Ella es un libro como tú, pero tú necesitas una mujer". Este fue informado del alumbramiento por una carta que le escribió el padre de Marić. El embarazo perjudicó a Marić en sus estudios de física, con los que había lidiado durante años. Se presentó a los exámenes finales y los suspendió. Luego viajó a Novi Sad (Voivodina) a casa de sus padres, para dar a luz.
Einstein se hallaba en Suiza en ese momento, y cuando se enteró del nacimiento escribió a Marić preguntándole por la salud de la niña, cómo tenía los ojos y a quién se parecía. Marić respondió. Einstein volvió a escribir una semana después, agradeciéndole su carta, pero sin mencionar a Lieserl. Poco después Mileva regresó a Zúrich pero sin la niña. En 1903 se registró un viaje a Serbia (se presume que la hija ilegítima se quedó con los abuelos serbios un año) y desde ahí escribe Mileva a Albert sobre una infección de escarlatina de la pequeña.
Nadie sabe qué fue de la única hija de Einstein. Desapareció poco después de su nacimiento y no se han encontrado rastros de ella. Es probable que Marić la diera en adopción, ya que Einstein estaba a la espera de un trabajo en Berna, la capital de Suiza. Otra posibilidad es que falleciera por la infección. 
En otra misiva, fechada en septiembre de 1903, cuando Marić estaba embarazada de su segundo hijo, Einstein le decía que no estaba enojado porque estuviera esperando otro bebé, según los datos hallados en el diario de Maric. De hecho, decía que había estado pensando en una nueva Lieserl, porque a Marić «no debería negársele el derecho que tienen todas las mujeres», y agregaba que se hallaba «muy triste por lo que le ha sucedido a Lieserl». Una teoría es que la niña había desarrollado fiebre escarlatina, y una posibilidad es que muriera por la enfermedad. «¿Cómo quedó registrada la niña?», escribió Einstein. «Debemos tomar precauciones para que no tenga problemas más adelante». No existen registros de nacimiento en Novi Sad ni en las regiones vecinas que puedan dar indicios sobre Lieserl. Lo más probable es que fuera dada en adopción y quedara registrada con el nombre de su nueva familia. El científico y su mujer tuvieron otros dos hijos ya casados, Hans Albert Einstein y Eduard Einstein.